# Jingia vestigialis
Jingia vestigialis es la única especie conocida del género Jingia un género de polillas de la familia Noctuidae. La especie fue nombrada por Chen en 1983.
En 2024, un dinosaurio saurópodo mamenchisáurido recibió el mismo nombre de género, pero más tarde ese año se publicó un nombre de reemplazo, Jingiella, ya que no puede haber dos taxones del mismo reino biológico con el mismo nombre genérico.